# Carenage
Carenage es una localidad de Trinidad y Tobago, que forma parte de la región de Diego Martín.

## Geografía
La localidad abarca parte de la isla Trinidad y limita al norte con Rich Plain, al sur con el golfo de Paria, al este con L'Anse Mitan y al oeste con Chaguaramas.

## Demografía
Datos demográficos de la localidad de Carenage:
| Gráfica de evolución demográfica de Carenage entre 2000 y 2011 |
|                                                                |